# Grant Showbiz
Grant Showbiz, pseudonimo di Grant Cunliffe (...), è un produttore discografico britannico.
È conosciuto principalmente per il suo lavoro con Billy Bragg, ma ha prodotto album anche per The Fall, The Smiths e Alternative TV.